# سائو وی

یک امپراتوری مربوط چین باستان که توسط سائو سائو پایه‌گذاری شد همچنین این امپراتوری با نام تسائو وی (یا سائو وی) شناخته شده‌است و یکی از امپراتوری‌های دورهٔ سه امپراتوری (۲۲۰ تا ۲۸۰) بود
یکی از سه ایالت بزرگی بود که برای برتری بر چین در دوره سه پادشاهی (۲۲۰–۲۸۰) رقابت کرد. با پایتخت آن در ابتدا در شوچانگ، و پس از آن لوئویانگ، ایالت توسط سائو پی تأسیس شد. در سال ۲۲۰، بر اساس پایه‌هایی که توسط پدرش، سائو سائو، در اواخر سلسله هان شرقی گذاشته شد. نام "وی" برای اولین بار با سائو سائو تداعی شد که در سال ۲۱۳ توسط دولت هان شرقی به عنوان دوک وی نام گرفت و زمانی که سائو پی خود را امپراتور در سال ۲۲۰ اعلام کرد به نام ایالت تبدیل شد. مورخان اغلب پیشوند "سائو" را اضافه می‌کنند. برای متمایز کردن آن از سایر ایالت‌های چینی معروف به " وی " مانند وی دوره کشورهای متخاصم و وی شمالی از سلسله‌های شمالی و جنوبی. اقتدار خانواده حاکم سائو پس از خلع و اعدام به شدت تضعیف شد. سائو شوانگ و خواهر و برادرهایش که اولی یکی از نایب‌های سومین امپراتور وی، سائو فانگ بود، به تدریج از سال ۲۴۹ به بعد به دست سیما یی، یکی دیگر از نایب‌نشینان وی، و خانواده‌اش افتاد. آخرین امپراتوران وی تا حد زیادی به عنوان حاکمان دست نشانده تحت کنترل سیماها باقی ماندند تا اینکه نوه سیما یی، امپراتور وو جین سیما یان، آخرین فرمانروای وی، سائو هوان، را مجبور به کناره‌گیری از تاج و تخت کرد و دودمان جین (۴۲۰–۲۶۵) را تأسیس کرد.

## فهرست حاکمان
| نام       | نام           | نام        | دوران | دوران | نسبت خانوادگی      |
| نام معبدی | نام پسامرگ    | نام شخصی س | س از  | تا    | نسبت خانوادگی      |
| --------- | ------------- | ---------- | ----- | ----- | ------------------ |
| ...       | امپراتور گائو | سائو تنگ   | ...   | ...   | اولین حاکم سائو وی |
| ...       | لطهسبه        | سائو سونگ  | ...   | ...   | پسرخوانده سائو تنگ |
| تایزو     | امپراتور وو   | سائو سائو  | ...   | ...   | پسر سائو سونگ      |
| شیزو      | امپراتور ون   | سائو پی    | ۲۲۰   | ۲۲۶   | پسر سائو سائو      |
| لیزو      | امپراتور مینگ | سائو روی   | ۲۲۷   | ۲۳۹   | پسر سائو پی        |
| ...       | ...           | سائو فنگ   | ۲۴۰   | ۲۴۹   | نتیجه سائو سائو    |
| ...       | ...           | سائو مائو  | ۲۵۴   | ۲۶۰   | نوه سائو پی        |
| ...       | امپراتور یوآن | سائو هوان  | ۲۶۰   | ۲۶۶   | نوه سائو سائو      |